# INDYCAR

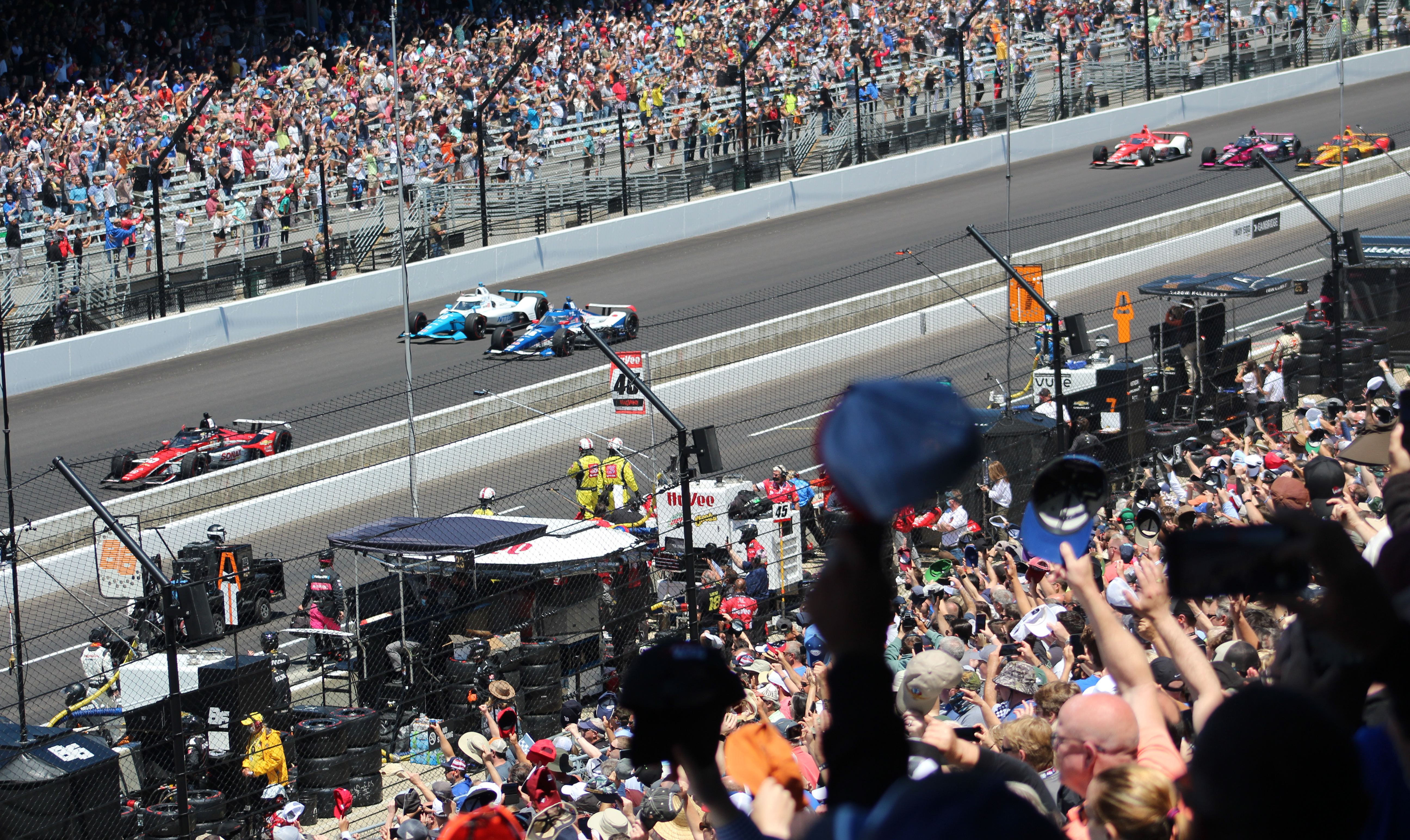

INDYCAR 또는 인디 레이싱 리그(Indy Racing League, IRL)는 타원형 경주장에서 개최되는 오픈 휠 자동차 경주 대회의 흥행업체이다. IRL은 인디애나폴리스 모터 스피드웨이 종합 경주장을 소유하고 있는 미국의 헐맨 & 컴퍼니(Hulman and Co.)사가 소유하고 있다.
IRL는 두개의 리그를 주관하고 있는데, 하나는 IRL과 동의어로 사용되고 있는 인디카 시리즈(IndyCar Series)이고 다른 하나는 인디카 시리즈의 발전된 형태의 메나즈 인피니티 프로 시리즈(Menards Infiniti Pro Series)이다. 이외에 메모리얼 데이 경에 개최되는 가장 큰 자동차 경주 이벤트 대회인 인디 500도 IRL이 주관하고 있다.

## 같이 보기
- 인디애나폴리스 모터 스피드웨이
- 미국 자동차 클럽
- 챔프카